# Moult, Calvados

Moult este o comună în departamentul Calvados, Franța. În 1 ianuarie 2018 avea o populație de 2.654 de locuitori.